# Медаль Столетия Дэвида Ливингстона
Медаль Столетия Дэвида Ливингстона (англ. David Livingstone Centenary Medal) — премия для географов, учреждённая в марте 1913 года Латиноамериканским обществом Америки по случаю 100-летию со дня рождения Дэвида Ливингстона — британского миссионера и исследователя Африки. Дизайн медали разработал Гутзоном Борглумом. Сегодня награда вручается Американским географическим обществов за «научные достижения в области исследования географии Южного полушария».

## Лауреаты
Среди лауреатов медали:
- 1916: сэр Дуглас Моусон
- 1917: Мануэль Висенте Балливиан, Теодор Рузвельт
- 1918: Кандидо Рондон
- 1920: Уильям Спирс Брюс, Александр Гамильтон Райс[англ.]
- 1923: Гриффит Тейлор
- 1924: Фрэнк Уайлд
- 1925: Луис Рисо Патрон
- 1926: Эрих фон Дригальский
- 1929: Ричард Берд
- 1930: Лоуренс МакКинли Гулд[англ.], Хосе Мария Собрал[англ.]
- 1931: Яльмар Рисер-Ларсен
- 1935: Ларс Кристенсен
- 1936: Линкольн Элсворт
- 1939: Джон Раймилл
- 1945: Исайя Боуман
- 1948: Фрэнк Дебенхэм
- 1950: Роберт Пэндлтон
- 1952: Карлос Дельгадо де Карвальо
- 1956: Джордж Маккатчен МакБрайд
- 1958: Пол Сайпл
- 1960: Уильям Рудольф
- 1965: Бассетт Магуайр
- 1966: Престон Джеймс[англ.]
- 1968: Уильям Генри Фелпс-младший[англ.]
- 1972: Акин Мабогунье[англ.]
- 1985: Джеймс Парсонс
- 1987: Кэлвин Хойссер
- 1988: Джейн Сунс[англ.]
- 2001: Берта Беккер[англ.]
- 2018: Сюзанна Хечт[англ.]